# Meet The Moonlight
Meet the Moonlight è l'ottavo album in studio del musicista americano Jack Johnson. L'album è stato pubblicato il 24 giugno 2022 e segna la prima uscita di Johnson in cinque anni. Johnson ha lavorato con il produttore Blake Mills all'album e ha pubblicato il primo singolo One Step Ahead l'8 aprile 2022.
Johnson ha lavorato a questo album con il produttore Blake Mills con cui aveva precedentemente lavorato con Alabama Shakes, The Black Keys e Fiona Apple. In un articolo con Rolling Stone, a Johnson è stato chiesto come fosse in contatto con Mills, e ha dichiarato: "Quando Blake e io ci siamo contattati per la prima volta ci siamo scambiati playlist e nel tempo ci siamo resi conto di essere attratti dalla musica che suona senza sforzo nonostante tutto lo sforzo fatto per realizzarlo. Dopo un po' abbiamo messo insieme una lingua e ho acquisito una fiducia in lui che mi ha permesso di lasciarmi andare, spingermi fuori dalla mia zona di comfort e arrivare a un suono che amavo davvero."
L'album è stato registrato al The Mango Tree, lo studio di casa di Jack, e agli EastWest Studios e ai Sound City Studios di Los Angeles. In un'intervista con Kyle Meredith di Consequence of Sound, Johnson ha dichiarato che la maggior parte dell'album è stata registrata dagli stessi Johnson e Mills, e la sua band di Zach Gill, Merlo Podleweski e Adam Topol hanno aggiunto gli ultimi ritocchi. Johnson ha elogiato Mills per il suo modo di suonare la chitarra e ha dichiarato di essere uno dei più grandi chitarristi di tutti i tempi in un'intervista con Zane Lowe.

## Tracce
1. Open Mind – 3:33
2. 3AM Radio – 3:16
3. Calm Down – 3:15
4. One Step Ahead – 3:11
5. Meet the Moonlight – 5:05
6. Don't Look Now – 3:30
7. Costume Party – 3:29
8. I Tend to Digress – 2:23
9. Windblown Eyes – 4:08
10. Any Wonder – 3:36